# 소공녀 (1995년 영화)
《소공녀》(영어: A Little Princess)는 1995년에 개봉한 미국의 판타지 드라마 영화이다. 알폰소 쿠아론이 감독을 맡았으며, 프랜시스 호지슨 버넷의 동명 아동 소설이 원작이다.

## 줄거리
1914년 마음씨 착한 소녀 사라 크루는 인도에서 홀아버지 리처드와 함께 살고 있다. 리처드는 부유한 영국군 장교로서, 딸과 함께 신화와 마법에 관한 이야기를 사랑하는 인물이다. 제1차 세계대전이 발발하여 군에 소집된 리처드는 사라를 뉴욕 시내에 있는 여학교에 입학시킨다. 그 학교는 이미 세상을 떠난 사라의 어머니가 다녔던 곳이며, 오만하고 냉혹한 교장 마리아 민친과 그녀의 다정한 여동생 아멜리아가 운영하고 있다.
리처드는 딸의 안락함을 위해 비용을 아끼지 말라는 당부와 함께, 학교 내 가장 넓은 별실을 마련해주고 어머니가 소유했던 로켓과 ‘에밀리’라는 이름의 인형을 사라에게 남긴다. 그는 이 물건들이 마법처럼 그들과의 연결고리가 되어 줄 것이라 말한다.
엄격한 마리아의 통제로 답답함을 느끼면서도, 사라는 그녀의 친절함과 풍부한 상상력으로 다른 여학생들, 그리고 아프리카계 미국인 부엌 하녀 베키에게까지 인기를 얻게 된다. 여가 시간에는 아버지에게 편지를 쓴다. 한편 리처드는 참호 속에서 동료 병사를 구하다가 독가스 공격에 휘말린다.
리처드에게서 더 많은 돈을 갈취하려는 마리아는 사라를 위해 호화로운 생일 파티를 열지만, 변호사가 도착해 그가 전투 중 사망했으며 영국 정부가 그의 재산을 몰수했다는 비보를 전한다. 마리아는 사라를 하녀 신분으로 전락시키며, 그녀와 베키를 학교 다락방으로 옮기고, 로켓 등 사라의 소지품을 몰수하여 인형 에밀리와 책 한 권만 허락한다.
비참한 삶 속에서도 사라는 타인에게 친절을 잃지 않으며, 학교 내 괴롭힘을 일삼는 라비니아에게는 은근한 복수를 감행한다. 이웃에 사는 노인 찰스 랜돌프는 유럽에서 전사하거나 행방불명된 아들 존에 관한 소식을 듣는다.
찰스의 인도인 동료 람 다스는 이웃 다락방에서 사라가 들려주는 환상적인 이야기를 엿듣고 그녀에게 관심을 갖는다. 한편, 기억상실증에 걸린 부상병이 존으로 잘못 인식되자, 람 다스는 찰스가 그 병사를 받아들이도록 권유한다.
사라의 친구들은 몰래 마리아의 사무실에 들어가 로켓을 찾아내고, 밤에 사라에게 전해주며 라마 왕자의 이야기를 듣는다. 그러나 마리아가 이를 발견하고, 사라와 다른 소녀들을 체포한 뒤 베키를 하루 종일 다락방에 가둔다.
그럼에도 불구하고 사라는 "모든 소녀는 신분과 상관없이 공주"라는 아버지의 믿음을 내세워 마리아의 잔혹함에 맞선다. 그녀는 베키에게 호화로운 잔치와 아름다운 옷을 상상하며 위로를 건넨다. 그들이 깨어나 보니, 람 다스가 몰래 꾸며놓은 덕분에 다락방이 화려하게 변해 있었다.
사라의 격려에 힘입어, 아멜리아는 사랑하는 우유 배달부와 함께 도망친다. 그러나 마리아는 로켓이 사라에게서 사라진 것을 알아채고 다락방에서 사라를 불러내 "람 다스가 남긴 장신구를 훔쳤다"고 비난하며 그녀를 방에 가둔 채 경찰을 부른다.
베키의 도움으로 사라는 간신히 탈출해 위험을 무릅쓰고 랜돌프의 집으로 기어간다. 마리아와 경찰이 그녀를 뒤쫓는 동안, 사라는 기억상실에 걸렸지만 회복 중인 아버지 리처드를 발견한다. 그는 그녀를 알아보지 못한다.
마리아는 리처드를 명확히 알면서도 무정하게 “사라는 아버지가 없다”고 거짓말을 한다. 경찰에 끌려가는 사라 곁에서 람 다스가 리처드가 기억을 되찾도록 돕는다. 밖으로 나온 리처드는 딸을 구해내고 두 사람은 기쁨의 재회를 나눈다. 패배한 마리아는 화가 난 채로 자리를 떠난다.
얼마 후, 찰스는 학교를 인수하여 소녀들에게 훨씬 행복한 공간으로 만들었으며, 아들이 살아있음을 확인한 데서 마음의 평안을 얻는다. 리처드의 재산도 회복되었고, 그는 베키를 입양하였다.
잔인하게 사라와 다른 소녀들을 대했던 마리아는, 이전에 괴롭혔던 어린 굴뚝 청소부의 하인이 되는 벌을 받는다. 사라는 '에밀리'를 소녀들에게 나누어 주고, 뜻밖에도 라비니아와 포옹하며 베키와 함께 집으로 떠난다.

## 출연
- 리슬 매슈스 - 세라 크루 역
- 엘리너 브론 - 마리아 민친 역
- 리엄 커닝엄 - 리처드 크루 역
- 버네사 리 체스터 - 베키 역
- 테일러 프라이 - 러비니아 역
- 러스티 슈위머 - 어밀리아 민친 역
- 커밀라 벨 - 제인 역
- 레이철 벨라 - 베치 역
- 빈센트 스키어벨리 - 배로 씨 역